# Unique Formula Identifier
Der Unique Formula Identifier (UFI) oder eindeutiger Rezepturidentifikator ist ein 16-stelliger alphanumerischer Code, der auf Etiketten von Produkten, die ein gefährliches Gemisch enthalten, ab 2025 verlangt werden wird. Die Einführung erfolgt per Änderung der CLP-Verordnung (Anhang VIII) auf das Jahr 2020 hin.
Im UFI ist die Umsatzsteuernummer des Unternehmens bzw. eine eigene Firmennummer und eine Formulierungsnummer von 0 bis 268.435.455 (2^28-1) codiert. So soll sichergestellt werden, dass der UFI nur einmal im Wirtschaftsraum verwendet wird.
Beispiel für die Angabe eines UFI auf der Kennzeichnung: UFI: R3NN-3KVT-2XSG-W43J
Zusätzlich zu den Angaben zum UFI auf ihren Etiketten müssen Unternehmen auch Informationen über ihre Mischung und die damit verbundenen Produkte an Giftinformationszentren weitergeben. Die Informationen umfassen Details wie Handelsname, Zusammensetzung, Farbe, Verpackung, Produktkategorie und toxikologische Informationen. Die Übermittlung erfolgt ausschließlich elektronisch mittels der PCN (Poison Center Notification). Ziel der UFI ist es, eine eindeutige Verbindung zwischen den Informationen, die der Giftnotrufzentrale zur Verfügung gestellt werden, und dem Produkt, das auf den Markt gebracht wird, herzustellen.
Die Bedingung für die Zuordnung eines UFI ist, dass alle Produkte, die mit demselben UFI gekennzeichnet und gemeldet sind, die gleiche Mischungszusammensetzung aufweisen müssen.
Der UFI und die anderen von den Unternehmen angegebenen Informationen werden von Giftinformationszentren im Falle eines Notrufs verwendet. Der UFI kann direkt vom Etikett eines Produkts abgelesen und einem Mitarbeiter oder einer Mitarbeiterin einer Giftnotrufzentrale zusätzlich zum Handelsnamen mitgeteilt werden, um das an einem Vorfall beteiligte Produkt genau zu identifizieren. Dies soll eine bessere und angemessenere medizinische Versorgung und eine Reduzierung unnötiger Überbehandlungen ermöglichen, die oft nur zur Sicherheit gegeben sind.
Ein UFI kann auf der Website der Europäischen Chemikalienagentur bzw. für die Schweiz auf der Website der Anmeldestelle Chemikalien generiert werden.
Für Softwareentwickler ist der Algorithmus frei verfügbar.

## Aufbau und Besonderheiten
Aus den Angaben wird eine 74-Bit-Zahl erstellt.
Die ersten 28 Bits stellen die Formulierungsnummer dar, gefolgt von 4 Bits für die Ländergruppe und anschließend die Codierung für das Land und die Umsatzsteuernummer in binärer Form; Umsatzsteuernummern mit Buchstaben (wie Zypern, Spanien, Frankreich oder Großbritannien) werden gesondert umgerechnet.
Diese binäre Zahl wird in eine Zahl zur Basis 31 mit 15 Stellen umgewandelt (274 hat die gleiche Größenordnung wie 3115, nämlich 1022). Die ersten 12 Stellen werden nach einem Schema vertauscht und anschließend wird eine führende Prüfziffer berechnet, so dass sich insgesamt die o. g. 16 Zeichen ergeben.
Die Basis 31 ergibt sich aus den Ziffern 0–9 und den Buchstaben A–Y, wobei folgende fünf Buchstaben aus Verwechslungsgründen nicht verwendet werden: B (~8), I, L (~ 1), O (~0) und Z (~2).
Deswegen entspricht hier ein dezimaler Wert von 11 anders als im Hexadezimalsystem nicht "B", sondern "C". Das letzte Zeichen des Base-31 character sets, nämlich "Y", entspricht dem dezimalen Wert 30.